# Шарль Перрен
Шарль Перрен (фр. Charles Perrin, 6 липня 1875 — 26 березня 1954) — французький академічний веслувальник.
Срібний призер Олімпійських Ігор 1900 року в складі розпашної четвірки зі стерновим.